# Si Spencer
Si Spencer (Sheffield, 1961 - 16 de febrero de 2021) fue un guionista de cómics y de series de TV y editor británico, que trabajó para publicaciones inglesas, como Crisis, y en el mercado americano. Colaboró a menudo con Dean Ormston.

## Biografía
Tras comenzar en Crisis, trabajó para la revista aclamada pero de corta vida Revolver, donde pretendía realizar dos series: Stickleback y YoYo. La revista cerró antes de que ninguna de ellas pudiese imprimirse, y de 1993 a 1995 fue guionista regular de Judge Dredd Megazine, donde creó personajes como Harke & Burr y The Creep además de trabajar en personajes existentes, como Judge Dredd. Si fue también editor de cómics y de la revista de música Deadline entre 1991 y 1992.
En el mercado americano, ha trabajado fundamentalmente para la línea Vertigo de DC Comics, en títulos como Los libros de la magia: Vida en tiempos de guerra.
Si Spencer ha escrito también para la televisión. Tras ganar un concurso de nuevos talentos con la obra de teatro Tracey and Lewis, se aseguró una posición en la BBC como supervisor de guiones de la serie City Central. Más tarde, fue miembro del equipo de guionistas de la serie de la BBC EastEnders y de la serie de la ITV The Bill, adicionalmente a ser el argumentista, editor y guionista de Grange Hill. Fue supervisor de guiones en el piloto de la serie realizada por Aardman para CBBC Men In Coats.
En marzo de 2006, se anunció en el número 368 de Doctor Who Magazine que Spencer escribiría un episodio del spin-off de Doctor Who Torchwood e incluso apareció en la Bristol Comic Expo de 2006 para publicitarlo, aunque no se encontraba entre el equipo de guionistas para la primera temporada. Sin embargo, el libro de 2010 Torch, Wood & Peasants, acreditado a "Webley Wildfoot", detalla la historia de un guionista de una serie de ciencia ficción británica ficticia y contiene un guion que tiene fuertes similitudes con Torchwood.
Su trabajo reciente incluye The Vinyl Underground para Vertigo. En octubre de 2010, Vertigo publicó la miniserie Hellblazer: Ciudad de demonios, escrita por Spencer con dibujos de Sean Murphy. En 2014, Spencer publicó la miniserie para Vertigo Bodies. En 2015, Spencer escribió la miniserie Slash and Burn para la misma editorial, y la novela gráfica Klaxon, para Self Made Hero.
Spencer tenía una página de Facebook llamada "Script Doctor", donde aconsejaba y apoyaba a nuevos guionistas.